# Manterruption
Manterruption (auch: Manterrupting) ist ein Kofferwort aus man (englisch: Mann) und -terruption (englische Kurzform von interruption zum Verb to interrupt, unterbrechen). Mit dem Begriff assoziiert man das Unterbrechen einer Frau bei einer Konversation durch einen Mann.

## Entstehung
Eine der ersten Erwähnungen des Begriffs „Manterrupting“ datiert auf den 14. Januar 2015, im englischen Nachrichtenmagazin Time. Auch die englische Zeitung The Guardian übernahm das Wort einige Tage darauf in einem Bericht. Die Etablierung des Wortes „Manterruption“ fand aber erst 2 Jahre später durch die brasilianische Agentur BETC Sao Paulo statt, welche mit einer Kampagne für den Internationalen Frauentag auf das vermeintliche Problem, dass Frauen durch Männer unterbrochen werden, aufmerksam machen wollte. Um diese Kampagne zu unterstützen, wurden eine App und ein Youtubevideo erstellt.
Entsprechende Studien werden im britischen Telegraph vom 3. Juli 2017 vorgestellt. Kristina Appel fasst wesentliche Erkenntnisse so zusammen: „Eine aktuelle Studie der Universities of California and Southern California hat ergeben, dass Frauen selbst in Jobinterviews häufiger unterbrochen werden als Männer. Und dass Männer anderen doppelt so oft ins Wort fallen wie Frauen. In den observierten Bewerbungsgesprächen auf akademische Stellen blieb den Frauen durch die häufigen Unterbrechungen weniger Zeit, ihre Vorträge im Zeitrahmen abzuschließen“ (als dies bei Männern der Fall war).

## Verwendung
Der Begriff und die Thematik ist vor allem in der Medienwelt präsent, so wurde beispielsweise in der britischen Zeitung The Guardian ein Artikel über „Manterruption“ am Arbeitsplatz publiziert und in der englischsprachigen Tageszeitung The New York Times ein Artikel mit Titel Hillary Clinton Will Not Be Manterrupted (englisch für „Hillary Clinton wird nicht unterbrochen“) veröffentlicht. Im deutschsprachigen Raum wurde die Thematik vor allem in der österreichischen Presse aufgenommen, so berichtete unter anderem das österreichische Medium ORF, die Tageszeitung Kurier und Der Standard über Manterruption. Auch auf der deutschen Zeit Online, dem Online-Portal der Wochenzeitung Die Zeit, gab es 2016 ein Interview von Tina Groll mit Isabel Garcia und im August 2017 einen Artikel von Kristina Appel, in dem der Begriff verwendet wird.

## Kritik
Der Begriff wird wegen seiner Stereotypisierung des männlichen Geschlechts als sexistisch kritisiert. Weiters wird wegen der fehlenden Faktenlage vorgeworfen, dass es sich beim Manterruption um eine belanglose Anschuldigung gegen Männer handelt.
In der Washington Post schrieb Cathy Young 2016, dass Manterrupting nur eine von vielen Wortneuschöpfungen sei, die „Mann“ als abwertende Vorsilbe verwenden, und sieht diese als Teil eines „aktuellen Zyklus der Misandrie“. Verstärkt durch soziale Medien würde sich der radikale Feminismus immer weiter in der Mitte der Gesellschaft ausbreiten. Das Niedermachen von Männern sei zum konstanten Hintergrundrauschen in den Online-Medien geworden. Bezüglich Manterrupting würden Studien aber zeigen, dass Frauen mehr von anderen Frauen als von Männern unterbrochen werden, wofür sie „Femterrupting“ als Ausdruck vorschlägt.